# Nysa (gmina)
Nysa – gmina miejsko-wiejska w województwie opolskim, w powiecie nyskim. W latach 1975–1998 gmina położona była w województwie opolskim.
Siedziba gminy to Nysa.
Według danych z 31 lipca 2014 gminę zamieszkiwało 58 397 osób. Natomiast według danych z 31 grudnia 2019 roku gminę zamieszkiwało 56 951 osób.
W 2017 otrzymała Odznakę Honorową Primus in Agendo za kompleksowe podejście i programy mające na celu poprawę życia mieszkańców Gminy Nysa, a także za promowanie modelu dużej rodziny i nowatorskie rozwiązania, których celem jest odwrócenie skutków negatywnych zmian demograficznych.

## Struktura powierzchni
Według danych z roku 2002 gmina Nysa ma obszar 217,6 km², w tym:
- użytki rolne: 68%
- użytki leśne: 9%

Gmina stanowi 17,78% powierzchni powiatu.

## Demografia

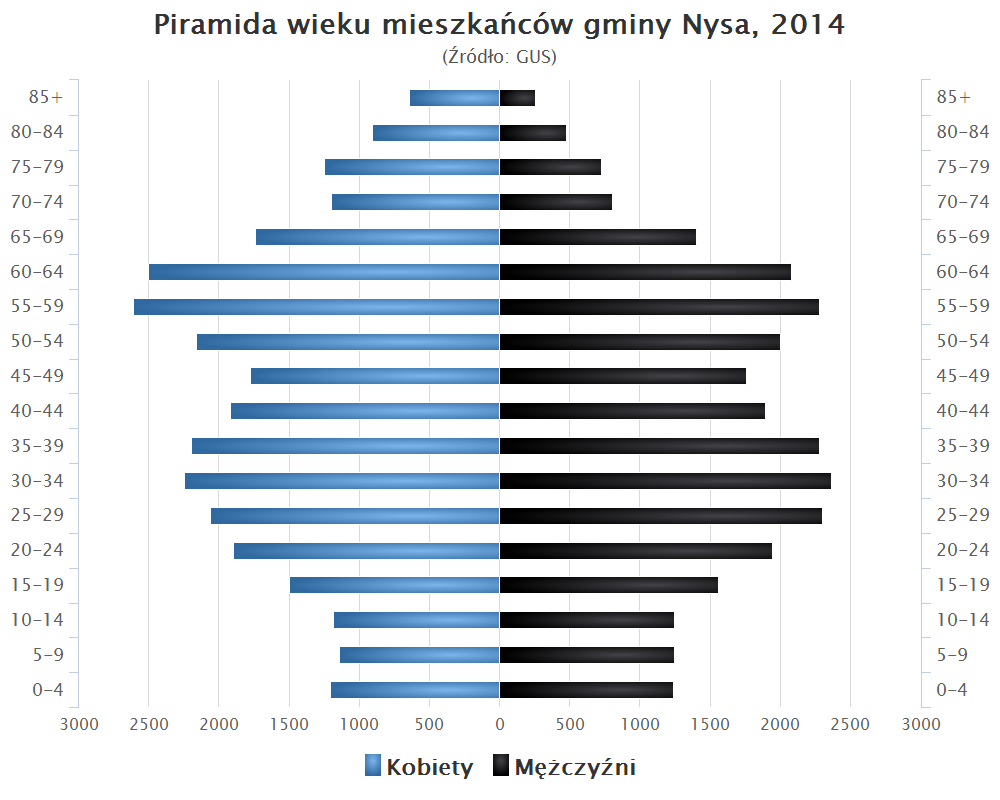
Piramida wieku mieszkańców gminy Nysa w 2014 roku

Dane z 31 lipca 2014:
| Opis                              | Ogółem | Ogółem | Kobiety | Kobiety | Mężczyźni | Mężczyźni |
| --------------------------------- | ------ | ------ | ------- | ------- | --------- | --------- |
| jednostka                         | osób   | %      | osób    | %       | osób      | %         |
| populacja                         | 58 397 | 100    | 30 319  | 51,92   | 28 078    | 48,08     |
| gęstość zaludnienia (mieszk./km²) | 268    | 268    | 139     | 139     | 128       | 128       |

## Miejscowości
Biała Nyska, Domaszkowice, Głębinów, Goświnowice, Hajduki Nyskie, Hanuszów, Iława, Jędrzychów, Kępnica, Konradowa, Koperniki, Kubice, Lipowa, Morów, Niwnica, Podkamień, Przełęk, Radzikowice, Regulice, Rusocin, Sękowice, Siestrzechowice, Skorochów, Wierzbięcice, Wyszków Śląski, Złotogłowice.

## Sąsiednie gminy
Głuchołazy, Korfantów, Łambinowice, Otmuchów, Pakosławice, Prudnik